# Mia St. John

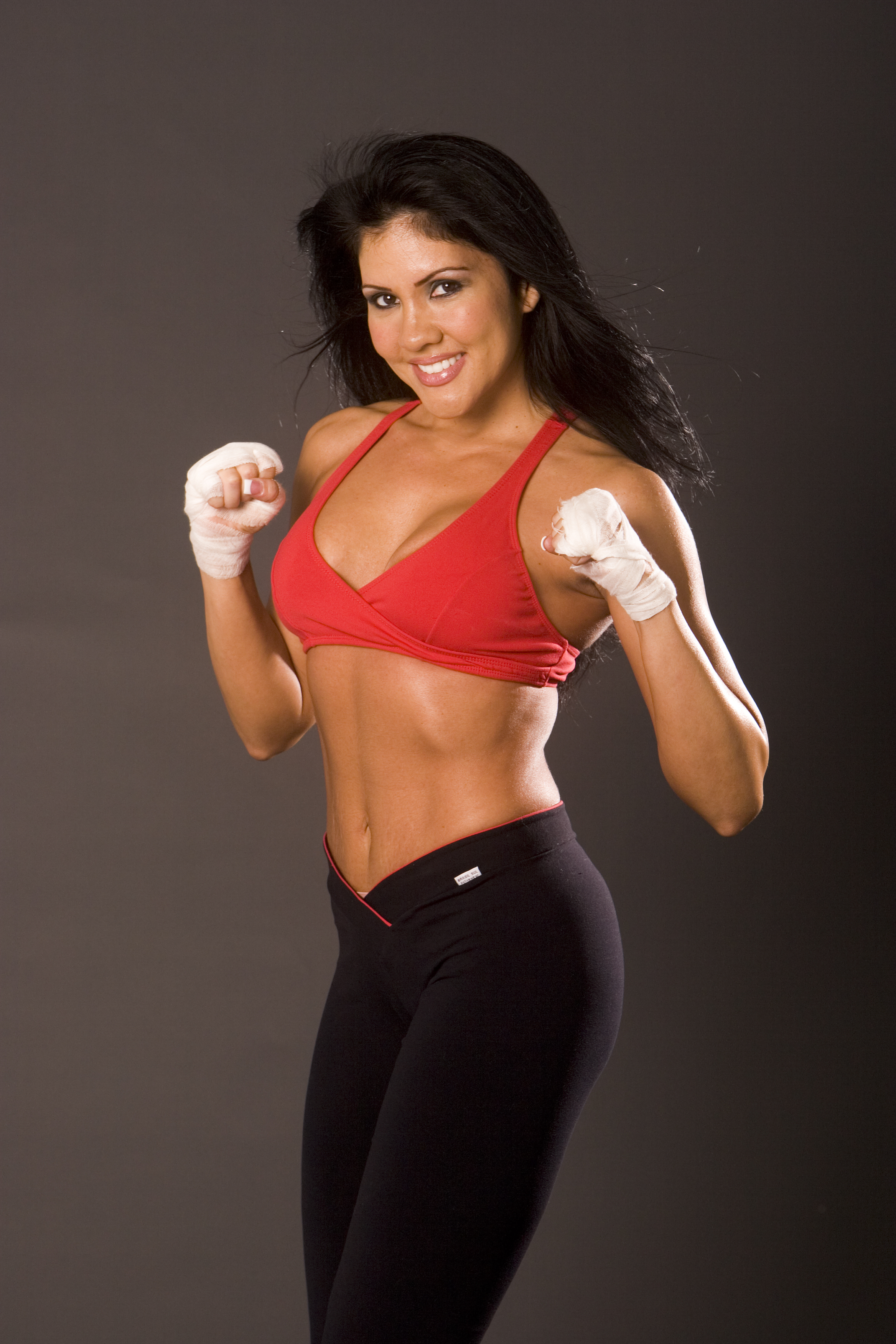
Mia St. John.

Mia Rosales St. John es una boxeadora profesional, modelo, mujer de negocios y campeona de Tae Kwon Do mexicana-estadounidense.

## Biografía
St. John nació el 24 de junio de 1967 en San Francisco (EE.UU.) Asistió a la Universidad Estatal de Northridge, en California, donde obtuvo un grado en Psicología. Mientras estudiaba su carrera, practicó Tae Kwon Do y consiguió un envidiable registro de victorias (27-1) y la máxima distinción; el cinturón negro. Para pagarse su carrera ejerció de modelo.
Se casó con el actor estadounidense Kristoff St. John, conocido principalmente por su papel de protagonista en la telenovela The Young and the Restless, pero posteriormente se divorciaron. Mia tiene dos hijos: Julian y París.
A la edad de 29 años, Mía decidió convertirse en una boxeadora profesional. En su primer combate, que disputó el 14 de febrero de 1997, dejó sin conocimiento a Angélica villano a los 54 segundos del primer round, ganándonse el apode de "El golpe de gracia".
St. John firmó un contrato con Don King y Top Rank Boxing. Participaba en la cartelera de los combates de Oscar De La Hoya. En 23 combates, consiguió un empate y 22 victorias, nueve de ellas por TKO y 3 por KO.  Todas las peleas fueron de cuatro asaltos y la mayoría fueron televisadas, consiguiendo la atención nacional. St. John fue coronada como la "Reina de los cuatro asaltos", un título que odiaba. Los opositores de St John fueron seleccionados por Top Rank, sin su entrada.
Después de su pelea 20, St John fue herido en un accidente de esquí que estuvo a punto de costarle la amputación de una pierna. Se sometió a dos operaciones para eliminar un coágulo de sangre.
En noviembre de 1999, St John apareció en la portada de la revista Playboy y en un 'Pictorial' (reportaje fotográfico de desnudos) de 11 páginas. Quería demostrar que era una mujer femenina, así como un atleta. Sus críticos en la prensa deportiva comenzaron a llamarla "Bunny Boxer".
St John no renovó su contrato con Top Rank en 2001, convirtiéndose en su propio y promotora. El 9 de noviembre de 2001, en su primer combate tras separarse de Top Rank, perdió su primera pelea contra Rolanda Andrews con un nocaut en el segundo round. Entonces empezó a entrenar con Eduardo y Roberto García, para mejorar sus técnicas, el juego de piernas y estrategias defensivas. Este entrenamiento fue fructífero pues consiguió la victoria en los siguientes cuatro combates, uno por TKO. En conjunto, el registro de Mia St John tras romper con Don King y Top Rank fue de 18 victorias, (tres de ellas por TKO) tres derrotas y un empate.
El 6 de diciembre de 2002 St. John luchó contra la celebre boxeadora Christy Martin. Martin tenía un récord de 44 victorias, 2 derrotas y 2 empates. Además gozaba de un intimidante prestigio como una de las luchadoras más duras del boxeo femenino. Para librar este combate, Mia tuvo que subir dos categorías de peso. La prensa se tomó a burla lo que consideraba un combate desigual, pronosticando que la "Bunny Boxer" sería eliminado con rapidez por su adversaria, debido a su mayor experiencia y envergadura física. St John perdió la pelea, pero desmintió las burlas librando un duro combate contra Martin a lo largo de diez asaltos. 
El 12 de junio de 2005, y después de 47 peleas profesionales a lo largo de 9 años, St John libró una pelea por el título contra Liz Drew. St John ganó por decisión unánime, ganando el título mundial de peso ligero IFBA. Siguió otra victoria con una decisión unánime sobre Donna Biggers en agosto, ganando el título continental ligero de la IBA.
St. John ha luchado contra boxeadoras de máximo nivel como Christy Martin, Jenifer Alcorn, Jessica Rakoczy, Holly Holm, y Jelena Mrdjenovich. En estos combates de alto nivel, sus críticos predijeron derrotas rápidas y aplastantes, igual que había sucedido en su combate contra Christy Martin. Sin embargo, St John demostró con hechos que esos críticos se equivocaban. St John ha competido en 20 estados en los EE.UU., Canadá, China y México.
El último combate de boxeo de St John se celebró el 4 de abril de 2009 en Ciudad Victoria, Tamaulipas, México, con Brooke Dierdorff de Chicago. De San Juan y Dierdorff luchó el 20 de abril de 2007 en Merrillville, Indiana fuera de Chicago, donde Dierdorff recibió una polémica decisión dividida ciudad natal. Controversia plagado la revancha. San Juan ganó los primeros asaltos con su boxeo y movimientos en el ring. Pero Dierdorff obligó manera últimos golpes de San Juan, aseguró y heridos del lado derecho del rostro de San Juan con las culatas de la cabeza. El árbitro emitió siete avisos a Dierdorff (pegar en el descanso, la conservación y pegar, empujar, y uso ilegal de la cabeza), pero no se deducirán puntos por violaciones Dierdorff's. De San Juan, corte de la culata de la cabeza, luchó fuertemente, pero la corte le impedía pelear. Dierdorff recibió la decisión de cierre (79-77, 77-76, 77-75). De San Juan necesitó puntos de sutura para cerrar la incisión. La conducta del árbitro está bajo revisión.
En abril de 2009, registro de boxeo de Mia St. John es de 45 victorias (18 por KO), 10 derrotas y 2 empates. Ella ha sido detenido dos veces, por KO técnico, el concurso con Rolanda Andrews y por un cabezazo y la consiguiente reducción en su segunda pelea con Jessica Rakoczy.
El 26 de enero de 2008 en Honolulu, Hawái, la carrera de la lucha de Mia dio otro giro. "Volviendo a sus raíces" en las artes marciales, que compitió en su primer concurso de artes marciales mixtas, y con una combinación de patadas y puñetazos, derrotó a su oponente Rhonda Gallegos con un nocaut en la primera ronda. St. John expresó su respeto por los atletas dedicados a este deporte de rápido crecimiento y puede competir en eventos futuros.
Ella habló en la AAPRP (American Association of Professional Ringside Physicians) conferencia médica anual en Las Vegas en el Hotel Ballys el 17 de octubre de 2008. San Juan recomienda cambios para mejorar la seguridad para los combatientes con los que otros profesionales de boxeo en la asistencia de acuerdo.
Mia creó la fundación no lucrativa "El Saber Es Poder" para ayudar a latinos en las escuelas de San Juan, EE.UU., acompañada de su madre María Rosales, visitan las escuelas para subrayar la importancia de la familia, la educación, la auto-habilitación, y votantes.